# Fabbrica di sedie ad Alfortville
Fabbrica di sedie ad Alfortville è un dipinto di Henri Rousseau, eseguito con la tecnica dell'olio su tela nel 1897 
Il dipinto si trova al Musée de l'Orangerie di Parigi, dopo aver fatto parte della collezione di Paul Guillaume.

## Descrizione
Rousseau rappresenta in quest'opera una fabbrica di sedie nel comune di Alfortville, e i suoi dintorni. L'edificio è posto al centro della composizione ma sovradimensionato rispetto al resto del paesaggio e, soprattutto, alle figure umane presenti, che appaiono dunque come una semplice punteggiatura compositiva (Rousseau includeva spesso questa distorsione di scala nei suoi paesaggi riprendendo una tecnica usata dagli artisti medievali per accentuare ciò che era ritenuto importante).
Lo stabilimento e gli altri edifici hanno linee molto rigide, che contrastano coi contorni, molto più misurati, della strada e della sponda della Senna.